# قرية جنكل
 قرية جنكل  بالفارسية (روستاى جنگل) قرية صغيرة تتبع البلدة المركزية (بالفارسية: بخش مرکزی شهرستان بندر لنگه) من توابع مدينة لنجة وتقع في محافظة هرمزگان في جنوب إيران.

## حدود قرية جنكل
حدود قرية جنكل: من الشمال: قرية باورد ، ومن الجنوب بستانه، ومن الغرب قرية كارستانه، ومن الشرق تنتهي بقرية شناص في أقصى الشرق.

## السكان
يبلغ عدد سكان القرية حسب تعداد السكان لعام 2006 للميلاد، (70) نسمه تشكل (16 عائلة) ، من أهل السنة والجماعة وعلى المذهب الشافعي. سكان هذه القرية من الأصول العربية ويتكلموناللغتي العربية والفارسية، لهم عدة مساجد، ومدرسة، وعيادة صحية صغيرة، وبركتان لحفظ مياه الأمطار، وميناء بحري صغير. يقوم السكان بالتجارة وصيد الأسماك والزراعة ، و تربية المواشي والأغنام.